# Cylisticus armenicus
Cylisticus armenicus är en kräftdjursart som beskrevs av Borutzkii 1961. Cylisticus armenicus ingår i släktet Cylisticus och familjen Cylisticidae. Inga underarter finns listade i Catalogue of Life.